# Minifundia
Une minifundia est un petit domaine agricole par opposition aux latifundia. Le terme désigne généralement des exploitations de moins de 5 hectares, exploitées par une famille.
Les minifundiae étant de toutes petites parcelles, elles suffisent rarement à l'emploi et à la subsistance d'une famille avec les techniques conventionnelles.